# Somatogyrus tennesseensis
Somatogyrus tennesseensis är en snäckart som beskrevs av Walker 1906. Somatogyrus tennesseensis ingår i släktet Somatogyrus och familjen tusensnäckor. IUCN kategoriserar arten globalt som akut hotad. Inga underarter finns listade i Catalogue of Life.